# カザイア・スターリング
カザイア・ロイ・バレット・スターリング（Kazaiah Roy Barrett Sterling, 1998年11月9日 - ）は、イングランド・ロンドン・インフィールド区出身のサッカー選手。ポジションはFW(CF)。

## 経歴
トッテナム・ホットスパーFCのアカデミー出身。2017-18シーズンの12月6日に行われたUEFAチャンピオンズリーグのGL第6節APOELニコシア戦にて88分にデレ・アリと交代して出場、トッテナムでのトップチームデビューを果たした。
2018-19シーズンには1月28日に行われたFAカップ4回戦のクリスタルパレスFC戦では81分にルーカス・モウラに代わって出場し、トッテナムでの2試合目の試合に出場したが、2019年1月31日にフットボールリーグ1のサンダーランドAFCにシーズン終了までのローンで移籍した。
サンダーランドでは出場機会に恵まれず、8試合で1得点にとどまった。
2019年8月16日、フットボールリーグ1のドンカスター・ローヴァーズFCに1年間のローンで移籍した。